# 컴프레서 (소프트웨어)
컴프레서(영어: Compresser)는 애플에서 macOS용으로 만든 비디오 및 오디오 미디어 압축 및 인코딩 애플리케이션이다.

## 역사
이 애플리케이션은 이전에 파이널 컷 프로, 모션, DVD 스튜디오 프로의 일부로 제공되었으며, 애플이 전문가용 미디어 제품을 파이널 컷 스튜디오 및 로직 스튜디오 번들로 통합한 후 컴프레서는 이들 번들의 일부가 되었다.
애플이 2011년에 번들 모델을 포기한 후, 새로운 주요 버전의 컴프레서(Compressor 4)가 맥 앱 스토어에서 49.99달러에 별도 제품으로 출시되었다.

## 기능
컴프레서는 HEVC (H.265), MPEG-1, DVD용 MPEG-2, QuickTime .mov, MPEG-4 (Simple Profile), MPEG-4 H.264 및 선택적(타사 및 종종 상업적) QuickTime Exporter Components를 포함한 여러 형식으로 비디오 및 오디오 미디어를 인코딩하는 데 사용된다. 다른 기능으로는 NTSC를 PAL로 변환하고 그 반대로 변환하는 기능, 그리고 심각한 품질 손실을 방지하기 위한 기능 세부 감지 기능을 통해 표준 해상도 비디오를 고선명 비디오로 업스케일링하는 기능이 있다. 노이즈 제거 또는 타임스탬프 생성과 같은 필터 및 효과는 변환 과정에서 비디오에 적용될 수 있으며, 비디오는 자를 수 있다.
컴프레서는 단종된 Qmaster와 함께 클러스터링에 사용될 수 있었고, 또는 네트워크 상의 다른 컴퓨터에서 제출된 작업을 처리하는 서버로 구성될 수 있었다.
2015년 4월에 4.2로 업데이트되면서 애플은 성능 향상뿐만 아니라, 아이튠즈 스토어에 비디오 콘텐츠를 배포하기 위한 규격 패키지를 생성하는 데 컴프레서를 사용할 수 있는 기능을 추가했다.
컴프레서는 블루레이 디스크용 파일을 생성하는 것을 지원한다.